# Сивцев, Дмитрий Александрович
Дми́трий Алекса́ндрович Си́вцев (1875—1940) — русский и советский офтальмолог, кандидат медицинских наук. Создатель проверочной таблицы остроты зрения.

## Биография
С 1918 г. ученик знаменитого русского офтальмолога Сергея Селивановича Головина. Автор «Учебника глазных болезней» (1931, шестое издание 1939), книги «Уход при болезнях глаза, носа, уха и горла» (1927).
Наиболее известен как автор таблицы Сивцева для проверки остроты зрения, впервые опубликованной в 1926 году в брошюре «Таблица для исследования остроты зрения» вместе с таблицей Головина: в таблице Головина использованы кольца Ландольта, а в таблице Сивцева — буквы кириллицы. В основу работы Сивцева легла используемая в западных странах таблица Снеллена.